# Vitis popenoei
Vitis popenoei — вид квіткових рослин з родини виноградових (Vitaceae). Ареал охоплює такі країни: Мексика (Керетаро, Ідальго, Пуебла, Веракрус, Оахака, Табаско, Чьяпас), Беліз, Гватемала. Це ліана, яка росте переважно в субтропічному біомі.
Струнка ліана з корою, що не тріскувата; зрілі однорічні пагони оливково-коричневого кольору, іноді тонко запушені, особливо біля вузлів, часто дещо роздуті над вузлами; вусики прості, голі, крім біля основи; молоді пагони дещо кутасті або квадратні. Зріле листя від малого до середнього, зазвичай серцеподібно-яйцеподібне з тонко загостреною верхівкою, не ширше за довжину (від прикріплення черешка до верхівки), тонке, зморшкувате, голе з обох боків, за винятком деякого запушення на нижніх жилках, помірно або грубо зазубрене та часто дрібновійчасте, пазуха вузько- або широко V-подібна, нижня поверхня іноді дещо червонувата; листкові ніжки тонкі, помірно довгі, зверху жолобчасті, дрібно та густо запушені